# Ivan Uchov

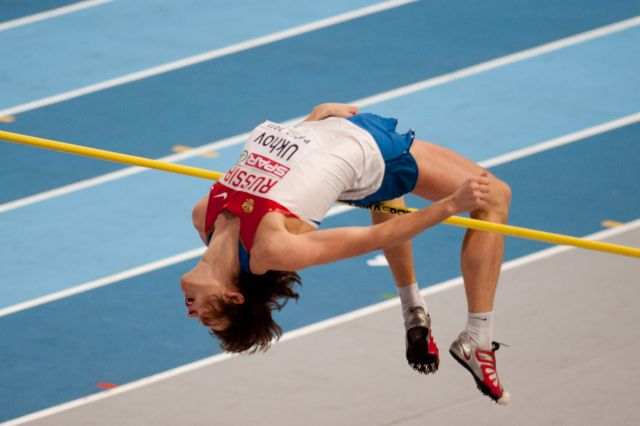
Uchov vid Europamästerskapen inomhus i Paris 2011.

Ivan Sergejevitj Uchov (ryska: Иван Сергеевич Ухов), född 29 mars 1986 i Tjeljabinsk, Ryska SSR, Sovjetunionen, är en rysk höjdhoppare.

## Höjdhopparkarriär
Uchov, som tidigare höll på med diskus, vann den 23 juli 2005 junior-EM i Kaunas i höjdhopp när han hoppade 2,23. Samma år hoppade han för första gången 2,30 vilket han gjorde vid två tävlingar i Tula.
Under 2006 hoppade han 2,37 inomhus. Utomhus, den 9 augusti 2006, deltog han vid EM i Göteborg och där slutade han på en tolfte plats.
Under 2007 förbättrade han sitt personliga rekord inomhus till 2,39. Ett rekord som ytterligare förbättrades vid friidrottstävlingen i Pireus den 25 februari 2009 då han hoppade 2,40. Han blev den elfte mannen i historien att klara drömgränsen 2,40.
Den 7 mars 2009 vann han EM inomhus i Turin på höjden 2,32. Utomhus, den 21 augusti 2009, deltog han i den regniga och försenade finalen i VM i Berlin och slutade på en tionde plats.
Den 14 mars 2010 vann han VM inomhus i Doha på höjden 2,36. Den 29 juli, samma år, slutade han på andra plats i EM i Barcelona, med höjden 2,31. Den 19 augusti 2010 i Zürich vann han finalen i Diamond League med höjden 2,29.
Den 25 februari 2014 vid en friidrottsgala i Prag hoppade Uchov 2,42, vilket var tangerat europarekord inomhus, men resultatet har sedermera strukits ur rekordlistorna på grund av en dopingavstängning.

## Personliga rekord
- Höjdhopp utomhus - 2,41 meter
- Höjdhopp inomhus - 2,42 meter (25 februari 2014 i Prag, resultat är officiellt struket på grund av en retroaktiv dopingavstängning).

## Doping och avstängning
I februari 2019 beslöt Idrottens skiljedomstol att Uchov och elva andra ryssar stängs av för dopning. Besluten baseras på den så kallade McLaren-rapporten utförd av professor Richard McLaren och de fällda friidrottarna anses ha ”dragit nytta av ett program för anabola steroider och av specifika metoder för att dölja det”.
Ivan Uchov blev avstängd i fyra år, dessutom ströks alla hans tävlings-resultat från juli 2012 till december 2015. Däribland OS-guldet och ett VM-silver inomhus.

## Privatliv
Den 19 november 2009 gifte sig Uchov med den ryska sångerskan Polina Frolova. Den 22 juni 2010 föddes deras första barn, dottern Melaniya.